# لوور ابوظبی
موزه لوور ابوظبی یک موزه هنر و تمدن است که در ابوظبی، امارات متحده عربی واقع شده‌است. این موزه در ۸ نوامبر ۲۰۱۷ توسط امانوئل مکرون رئیس‌جمهور فرانسه گشایش یافت. تأسیس این موزه بخشی از توافق سی ساله دو شهر ابوظبی و پاریس پایتخت دولت فرانسه بود. این موزه در منطقه فرهنگی جزیره سعدیات قرار دارد.
این موزه که پروژه ساخت آن ده سال در جریان بوده حاوی ۶۰۰ اثر هنری دایمی و ۳۰۰ اثر قرضی از فرانسه است.

## تاریخچه
این پروژه که فرانسه و ابوظبی در سال ۲۰۰۷ بر سر آن توافق کردند ابتدا قرار بود در سال ۲۰۱۲ کامل شود اما به دلیل بحران مالی جهانی و سقوط بهای نفت عقب افتاد و هزینه ساخت آن از ۳۴۰ میلیون پوند به رقم فعلی رسید.

## معماری
ساختمان لوور ابوظبی را ژان نوول، معمار برجسته فرانسوی، با الهام از معماری عربی در سال ۲۰۰۸ در سبک عربی- فوتوریستی طراحی کرده‌است. ژان نوول برنده جایزه پریتزکر است؛ جایزه‌ای که همانند نوبل برای معماری است. هیچ‌کدام از ۵۵ سالن آن از جمله ۲۳ گالری دایمی اش مثل هم نیست.
منتقدان این ساختمان را یک اثر «مسحورکننده» هرچند کمی «پرزرق و برق» توصیف کرده‌اند. سقف و بام موزه یک گنبد مشبک است که ضمن دفع حرارت زیاد محیط بیابانی، گالری‌ها را با نور طبیعی روشن می‌کند. ژان نوول موزه لوور ابوظبی را جزیره‌ای در یک جزیره دیگر توصیف کرده. گنبد توری هندسی موزه لوور ابوظبی چون برگ‌های به هم پیچیده درخت خرما است. این برگ‌ها در گذشته‌های دور به عنوان مصالح سقف ساختمان‌ها مورد استفاده قرار می‌گرفتند.
موزه همچنین در کانون جنجالی در مورد وضعیت رفاهی کارگرانی که ساختمان آن را می‌ساختند بوده‌است.

## مساحت
مساحت این موزه حدود ۲۴٬۰۰۰ متر مربع (۲۶۰٬۰۰۰ فوت مربع) است که ۸٬۰۰۰ متر مربع (۸۶٬۰۰۰ فوت مربع) گالری آن را به بزرگترین موزه هنر در شبه جزیره عربستان تبدیل کرده‌است.

## هزینه
انتظار می‌رود که هزینه نهایی ساخت و ساز بین ۸۳ تا ۱۰۸ میلیون یورو باشد. علاوه بر این ابوظبی ۵۲۵ میلیون دلار آمریکا برای استفاده از نام موزه لوور پرداخت کرده و ۷۴۷ میلیون دلار دیگر نیز برای امانت گرفتن آثار هنری، نمایشگاه‌های ویژه و دریافت مشاوره‌های مدیریتی پرداخت خواهد شد.

## اهداف و آثار
موزه لوور ابوظبی کپی لوور پاریس نخواهد بود، بلکه موزه جدیدی است و به رغم وجود آثار بسیار نفیس هنرمندان جهانی، بیشتر توجه‌اش به تاریخ تمدن کشورها و ادیان جهان خواهد بود.
آثار هنری این موزه شامل اقلام تاریخی و مذهبی از اطراف جهان است که با رویکرد ایجاد پلی بر روی شکاف بین هنر شرق و غرب در این موزه قرار داده شده‌است.
موزه‌های معتبر فرانسه متعهد شده‌اند آثار هنری برجسته خود را به مدت ۱۰ تا ۱۵ سال به موزه لوور ابوظبی قرض بدهند. در موزه لوور ابوظبی ۶۰۰ قطعه نفیس به نمایش درمی‌آید.
گالری لوور ابوظبی، نمونه‌هایی از هنر پیش از تاریخ تا دوران معاصر را از اطراف جهان به نمایش می‌گذارد، از جمله آثاری از نقاشان مشهور مانند لئوناردو داوینچی، ون گوگ، پل گوگن، پابلو پیکاسو، سای تومبلی و آی وی‌وی هنرمند معاصر چینی.در این موزه نقاشی‌ها، مجسمه‌ها، نسخ خطی، یافته‌های باستان‌شناسی و هنرهای تزئینی بسیاری قرار دارند.
مقام‌های فرانسوی اعلام کرده‌اند که هیچ محدودیتی برای نمایش آثار مجموعه لوور، که شامل نقاشی بدن‌های برهنه، نقاشی‌های اسلامی و مسیحی و آثار شاخص مذاهب آسیایی است، در نظر گرفته نشده‌است.
محمد بن زاید آل نهیان، ولیعهد ابوظبی و امارات عربی متحده، در یک پیام توییتری موزه لوور ابوظبی را «مهد هنر و فرهنگ» خوانده‌است. محمد خلیفه المبارک، رئیس اداره گردشگری و فرهنگ ابوظبی وظیفه این موزه را بیشتر در ارتباط با فرهنگ مدارا ارزیابی می‌کند و می‌گوید: «در عصر ما، تأیید دیدگاه مداراجویانه بسیار پراهمیت است.»
مدیران این موزه امیدوار هستند که موفق شوند سالانه میلیون‌ها بازدید کننده را به پایتخت کشور امارات متحده عربی جذب کنند.